# Pyramica bequaerti
Pyramica bequaerti är en myrart som först beskrevs av Santschi 1923.  Pyramica bequaerti ingår i släktet Pyramica och familjen myror. Inga underarter finns listade i Catalogue of Life.